# Pniaki
Pour l’article homonyme, voir Pniaki (Sainte-Croix).
Pniaki (prononciation : [ˈpɲaki]) est un village polonais de la gmina de Kraśniczyn dans le powiat de Krasnystaw de la voïvodie de Lublin dans l'est de la Pologne.
Le village est devenu désolation dans la première décennie du XXIe siècle.

## Histoire
De 1975 à 1998, le village est attaché administrativement à la Voïvodie de Chełm.

Depuis 1999, il fait partie de la nouvelle voïvodie de Lublin.